# Челси (Мичиген)
Челси (енгл. Chelsea) град је у америчкој савезној држави Мичиген. По попису становништва из 2010. у њему је живело 4.944 становника.

## Демографија
Према попису становништва из 2010. у граду је живело 4.944 становника, што је 546 (12,4%) становника више него 2000. године.
| Група             | 2000.         | 2010.         |
| Белци             | 4.249 (96,6%) | 4.658 (94,2%) |
| Афроамериканци    | 31 (0,7%)     | 18 (0,4%)     |
| Азијати           | 21 (0,5%)     | 56 (1,1%)     |
| Хиспаноамериканци | 36 (0,8%)     | 123 (2,5%)    |
| Укупно            | 4.398         | 4.944         |